# Fisker Surf
Pour les articles homonymes, voir Surf (homonymie).
La Fisker Surf est un break de chasse et de luxe hybride rechargeable à prolongateur d'autonomie du constructeur automobile américain Fisker Automotive.

## Présentation
La Fisker Surf est présentée sous forme de concept car au salon de l'automobile de Francfort 2011. Elle est une version break de chasse de la Fisker Karma.
La version de série de la Surf devait être présentée au Mondial de l'automobile de Paris 2012 et produite en 2013 par l'usine finlandaise Valmet Automotive, mais le constructeur rencontre alors des problèmes financiers. En 2013, Fisker Automotive est placé sous la protection de la loi américaine sur les faillites et la Fisker Surf ne sera jamais produite en série.

## Caractéristiques

### Motorisation
La Surf reçoit une motorisation hybride essence rechargeable constituée d'un moteur thermique d'origine Opel quatre-cylindres 2.0 de 260 ch servant de générateur et alimente une batterie lithium-fer-phosphate d'une capacité de 20 kWh, qui elle-même fournit l'électricité aux deux moteurs électriques de 201,5 ch chacun.